# Transverbération

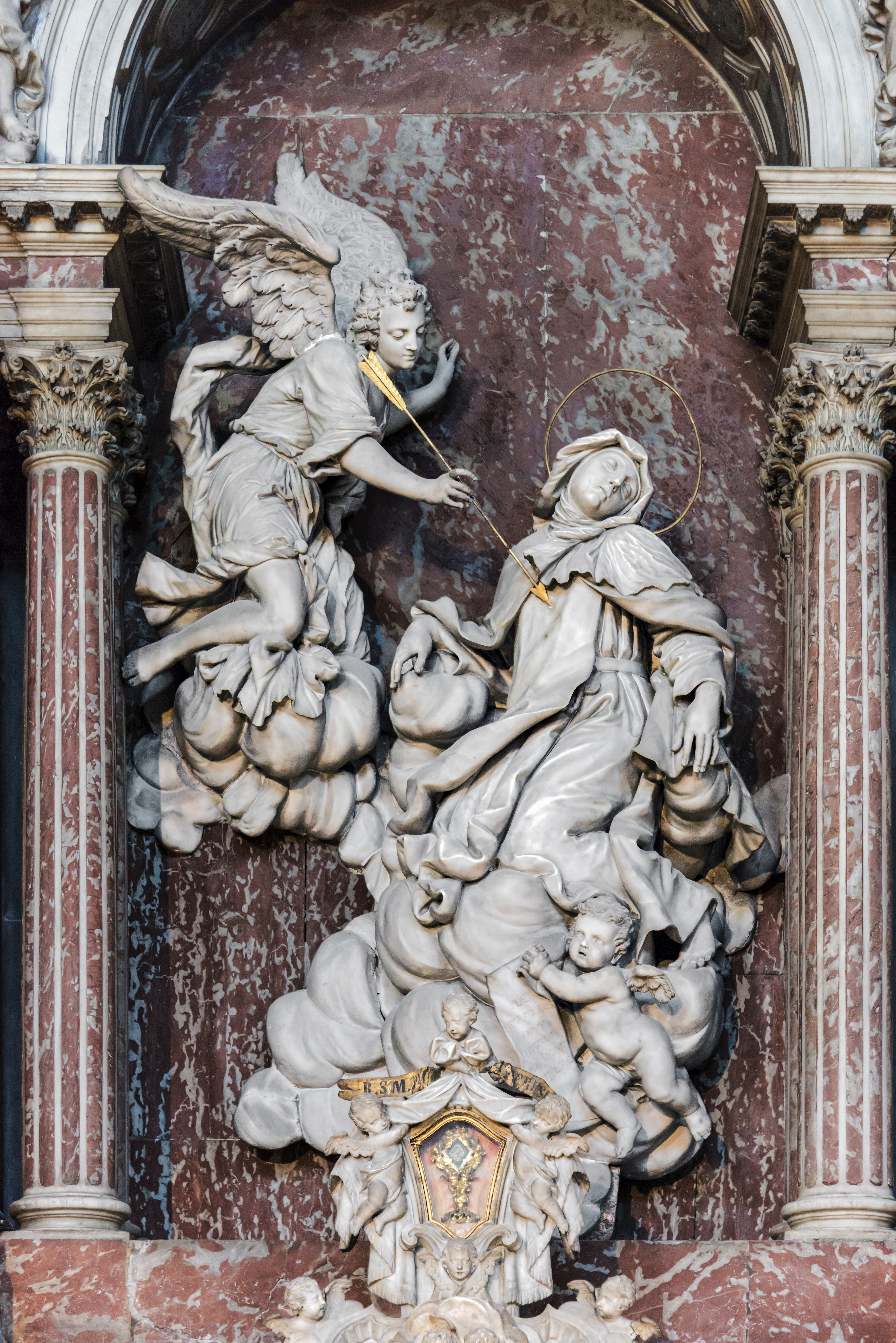
La transverbération de sainte Thérèse d'Heinrich Meyring, Venise.

La transverbération (emprunté au latin transverberare « transpercer », et signifiant « traverser de part en part ») est un phénomène mystique rarement mentionné et qui relève de la tradition catholique. 
Dans la tradition et les écrits mystiques catholiques, la « transverbération » du cœur du fidèle est une étape mystique par laquelle Dieu « augmente et purifie » l'amour dans le cœur du croyant. Cet événement mystique laisse parfois des marques physiques sur le corps de la personne touché, comme des stigmates par exemple.
Si les récits de transverbérations sont peu nombreux, celui de la transverbération de sainte Thérèse d'Avila est vite devenu célèbre et il a donné lieu à de nombreuses représentations artistiques. Des autopsies ont également été réalisées sur plusieurs saints, juste après leur mort ou des années plus tard, et elles ont révélé aux médecins de l'époque, une blessure sur le cœur « faite comme par une épée », dont l'origine et la cause étaient inexplicables pour les autorités médicales.
L'Église catholique a déclaré reconnaître officiellement la transverbération d'un certain nombre de saints.

## Définition
Le mot transverbération vient du latin transverberare qui signifie « traverser de part en part » avec une épée ou un couteau (de trans « à travers », et verberare « battre, frapper »). Au IVe siècle, Augustin d'Hippone utilisait ce terme dans son ouvrage De civitate Dei pour décrire Jésus sur la croix : « Manibus pedibusque confixis et clavorum transverberatione confossis » soit : « Les mains et les pieds [de Jésus] ont été fixés et cloués [sur la croix] ».
Le terme de « transverbération » est donc utilisé pour évoquer une blessure « spirituelle » du cœur d'une personne. Certains dictionnaires précisent même : « blessure au cœur sans conséquences mortelles ». D'après Paolo Arrigo Orlandi, même si la blessure est « spirituelle », la transverbération d'une personne amène toujours « des effets matériels au côté ou au cœur ».

### Dans la tradition biblique
Dans l'Ancien Testament on ne trouve que de rares allusions à cette « blessure du cœur », comme dans Ct 4,9 : « Tu m'as ravi le cœur, ma sœur fiancée tu m'as ravi le cœur par un seul de tes regards […] ».
L'image du cœur transpercé est plus fréquente et plus explicite dans le Nouveau Testament comme lors de la crucifixion, avec le coup de lance porté au cœur de Jésus (Jn 19,34) ou dans la prophétie du vieillard Syméon (Lc 2,35) lorsqu'il dit : « un glaive te transpercera le cœur ».

### Dans la mystique
Au-delà de la signification matérielle et factuelle du terme (traverser de part en part), ce terme exprime une idée métaphorique utilisée sur le plan spirituel dans la mystique catholique : l'infusion par Dieu dans l'âme de la vertu théologale de la charité, par le don de sa grâce. La transverbération souligne un amour « surnaturel » pour Dieu. D'après Orlandi, la transverbération est en général accompagnée de signes visibles (aux pieds, aux mains, au front, au côté ou au cœur).
Il s'agit d'une blessure physique provoquée par une cause immatérielle. La personne qui en est l'objet voit un personnage (soit Jésus-Christ, soit l'Esprit Saint, soit un ange) armé d'une lance flamboyante lui percer le flanc, comme le cœur de Jésus fut percé alors qu'il était mort sur la croix. Le cœur est touché et saigne de manière ininterrompue, plus particulièrement à certaines dates particulières, telle le vendredi saint. Il s'agit du prélude à l'union du « Verbe » et d'une âme, sous forme de noces ou mariage mystique.[réf. nécessaire]

### Dans la spiritualité catholique
Cette vertu traduit un amour « surnaturel » vers Dieu et le prochain, amour diffusé par l'action de le Saint-Esprit selon l'affirmation de Saint Paul : « l'amour de Dieu est répandu dans nos cœurs par l'Esprit-Saint qui nous a été donné » (Rm 5,5).
Dans un autre texte, l'apôtre indique se sentir crucifié avec le Christ : « J'ai été crucifié avec le Christ, si je vis, ce n'est plus moi qui vis, c'est le Christ qui vit en moi » (Ga 2,19-20).
La transverbération est considérée comme un don spirituel donné aux personnes qui obtiennent une intimité mystique avec Dieu, composé d'une « blessure spirituelle dans le cœur ». Dans ce cadre, cette blessure (donnée par Dieu) est un signe de l'amour profond du mystique pour Dieu.
Le docteur de l'Église Jean de la Croix a décrit ce phénomène mystique dans son ouvrage La Vive Flamme d'amour, indiquant les « effets dans l'âme » de la transverbération. L'auteur mystique évoque lui aussi la vision possible d'un chérubin armé d'une flèche enflammée.

## Récits et observations

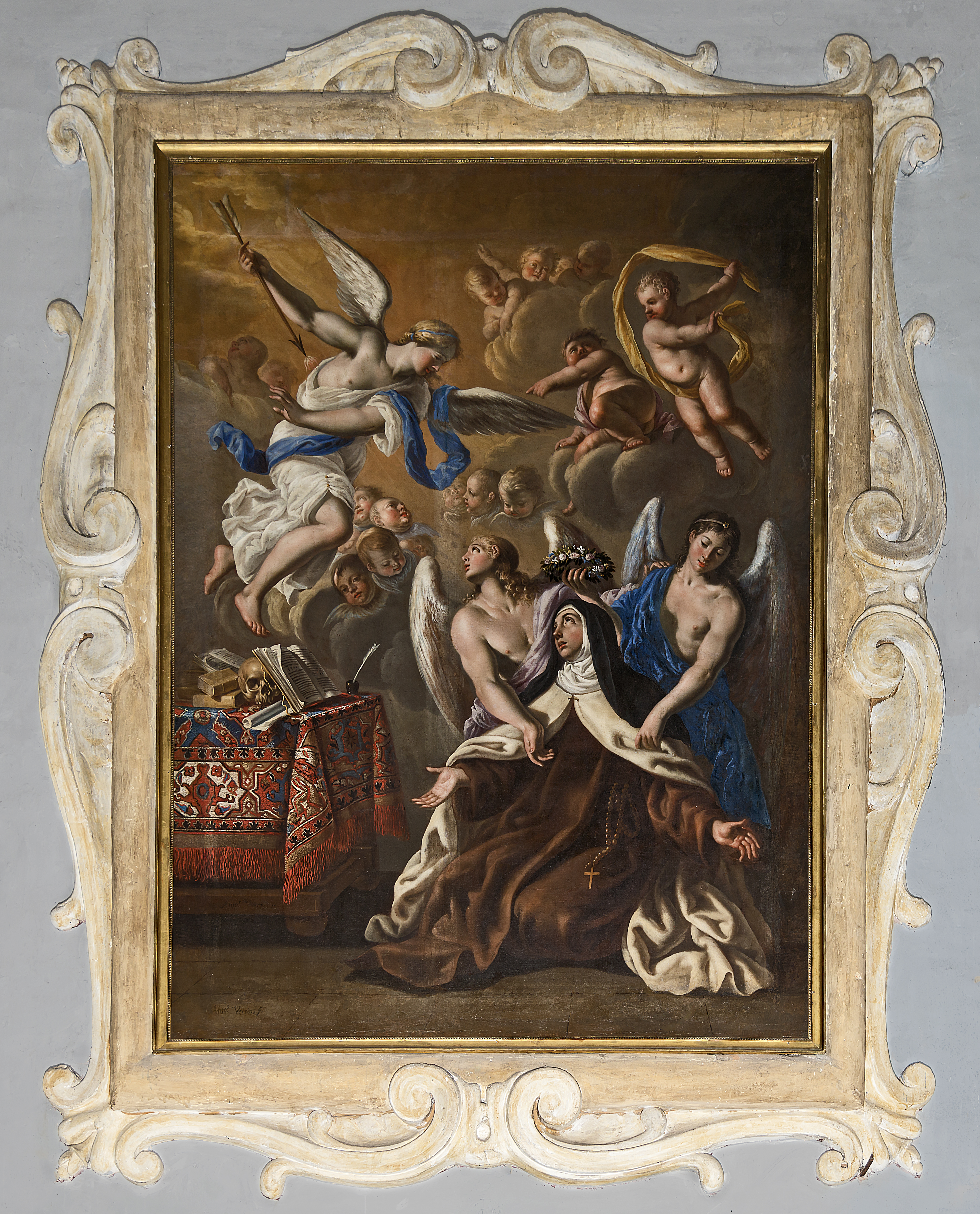
La transverbération de sainte Thérèse d'Avila par Antonio Verrio.

Les récits de transverbération sont rares, le plus connu est celui fait par Thérèse d'Avila dans son récit autobiographique le Livre de la vie. Dans son récit, elle parle d'un « dard enflammé » qui la laisse « enflammée de l'amour de Dieu »,. Au XXe siècle, le Padre Pio a laissé un témoignage personnel assez proche (du récit thérésien).
Des autopsies ont été réalisées sur le corps de certaines personnes après leur décès. Ces observations ont permis de voir la marque d'une blessure sur le cœur, « marque d'origine inexpliquée ». L'autopsie réalisée sur Thérèse d'Avila plusieurs décennies après son décès a tout de même permis d'observer des marques sur le cœur par plusieurs témoins avec « une grande plaie qui le traverse de part en part, et deux ou trois autres plus petites ». Ils ajoutaient que ces plaies « paraissaient avoir été faites avec un fer chaud, puisque l'entrée semblait être brûlée,. » En 1878, une observation similaire a été faite sur le cœur de Mariam Baouardy le jour de sa mort, puis à nouveau quelques décennies plus tard par des médecins.

## Liste de cas connus
Liste des personnalités pour lesquelles une transverbération est connue ou reconnue (par l'Église catholique) :
- François d'Assise (1181-1226), fondateur de l'ordre des frères mineurs, il est le premier historiquement attesté[20] ;
- Catherine de Sienne (1347-1380), terciaire dominicaine[20] ;
- Rita de Cascia (1381-1457), augustine[20] ;
- Catherine de Gênes (1447-1510), laïque[20] ;
- Marie-Madeleine de Pazzi (1556-1607), carmélite[20] ;
- Thérèse d'Avila (1515-1582), Carmélite[13]. Le pape Benoît XIII fait établir dans l'Ordre du Carmel la mémoire de la transverbération de sainte Thérèse[21], aujourd'hui toujours fêtée le 26 août[22] ;
- Marguerite-Marie Alacoque (1647-1690), visitandine[20] ;
- Véronique Giuliani (1660-1727), clarisse[20] ;
- Paul de la Croix (1694-1775), fondateur de la congrégation de la Passion de Jésus-Christ[20] ;
- Mariam Baouardy (1846-1872), carmélite[23],[15] ;
- Thérèse de Lisieux (1873-1897), carmélite[20] ;
- Padre Pio (1887-1968), prêtre et Capucin[14]. Son cas a fait l'objet d'études scientifiques[24],[25].